# Kick It in the Sticks
«Kick It in the Sticks» — песня американского кантри-певца Брэнтли Гилберта, вышедшая 22 февраля 2010 года (и переизданная в 2012 году) в качестве сингла с его студийного альбома Halfway to Heaven (2010). Авторами песни выступили Брэнтли Гилберт, Rhett Akins, Ben Hayslip.

## История
Песня получила положительные отзывы и рецензии от музыкальных критиков и интернет-изданий, например, таких как Taste of Country, Country Universe.
Релиз 2010 года не попал в чарт, но переиздание в 2012 году было более успешным и позволило синглу «Kick It in the Sticks» достичь позиции № 29 в хит-параде кантри-музыки Billboard Hot Country Songs и позиции № 38 в радиоэфирном кантри-чарте Country Airplay.

## Музыкальное видео
Режиссёром видеоклипа выступил Potsy Ponciroli.

## Чарты

### Еженедельные чарты
| Чарт (2012)                                     | Высшая позиция |
| ----------------------------------------------- | -------------- |
| США (Bubbling Under Hot 100 Singles, Billboard) | 13             |
| США (Billboard Country Airplay)                 | 34             |
| США (Billboard Hot Country Songs)               | 29             |

## Сертификации
| Регион | Сертификация | Продажи   |
| --- | ------------ | --------- |
| США (RIAA) | Платиновый   | 1 000 000 |
| * Данные о продажах приведены только на основе сертификации. ^ Данные о тиражах приведены только на основе сертификации. |              |           |